# 拜达罗沃农村居民点
拜达罗沃农村居民点（俄语：Байдаровское сельское поселение）是俄罗斯联邦沃洛格达州尼科利斯克区所属的一个农村居民点。其下辖有19个居民点，行政中心为拜达罗沃。据2015年统计，该农村居民点的人口为677人。